# Jose Chafrion
José Chafrion (nacido como Josep Chafrion (1653 en Valencia, España - Barcelona, 1698) fue un reconocido Ingeniero Militar, al servicio del Rey de España.
Es conocido por dirigir la construcción del Castillo de Montjuic entre 1694 y 1697 así como de la fortificación de otras plazas de Cataluña.
Su obra principal es el libro Escuela de Palas, o sea Curso mathematico  de 1693. Obra fundamental para los ingenieros militares de la época.
Author Iberus erat, metuendus dextera ferro, Si nescis, calamo non valet illa minus. Et bello et studio soboles fit digna Minervae, Cui tam campus atrox, quan schola docta placet. Ipsa decus tormenta parant, documenta salutem, Vincere sic populos Palladis arte docer. Exastichon

## Comienzos en Valencia y Roma
Realiza sus primeros estudios en su ciudad natal, donde tuvo por maestro a José Zaragoza. En 1671, con 18 años, marcha a Roma donde es discípulo del obispo D. fray Juan Caramuel y Lobkowitz. 
En mayo de 1673 Chafrion es ayudante de Ingeniero Mayor del ejército en el estado de Milán, tiene fama de insigne físico-matemático, y defiende públicamente su tesis de fin de estudios en el Collegio Romano de la Orden de los Jesuitas en la ciudad de Roma.
Durante 1682 asistió a Caramuel en sus últimos días y este le dejó en herencia su copiosa biblioteca.

## Milanesado y Cataluña
Sirve al Rey Carlos II de España en el estado de Milán aproximadamente entre los años 1684 y 1691, primero en tanto que Capitán del Tercio de la Mar de Nápoles y, desde septiembre de 1686, como Capitán del Tercio de Lombardia. Más tarde como Capitán de Corazas.
En enero de 1688 fue requerido por los jurados de la ciudad de Valencia para que realizase una planta del puerto del Grao.
En septiembre de 1688 estalla la guerra de los nueve años entre Francia y el Ducado de Saboya. En 1690 José Chafrion es herido en la batalla de Stafarda; también estará presente en la demolición de la fortaleza de Guastalla, capital del Ducado de Guastalla, y en el sitio del Casale Monferrato.
El año 1691 es nombrado edecán o ayudante del gobernador del estado de Milán, Diego Dávila Mesía y Guzmán, III Marqués de Leganés, el cual estará en el cargo entre 1691 y 1698.
Hacia 1693 es nombrado Ingeniero Mayor en Cataluña con el grado de Maestre de Campo de infantería y cuartel-maestre general.
La guerra continua, y Chafrion se encontrará en la batalla del Ter, 26 de mayo de 1694, también conocida como Batalla de Torroella, y en todas las demás acciones militares en Cataluña contra el ejército francés.
En 1696 se firma el Tratado de Turin (1696).
Suyo es el informe técnico a Carlos Adrián de Sucre e Ives (Familia Sucre), Marqués de Preux, de 6 de agosto de 1697, recomendando rendir la ciudad de Barcelona a las tropas francesas durante el Sitio de Barcelona. La decisión final la tomó D. Diego Hurtado de Mendoza y Sandoval, conde de la Corzana y Virrey de Cataluña.
La guerra terminará en septiembre de 1697 con el Tratado de Rijswijk.

## Vida personal
Murió en Barcelona el 10 de julio de 1698, a los 45 años de edad, y fue sepultado en la capilla de la Virgen de los Dolores del convento de Nuestra Senora del Buen Suceso de la Orden de los Servitas.  Su ataúd fue llevado en hombros por cuatro generales.

## Publicaciones y Proyectos
- 1685 Carta de la Rivera de Génova con sus verdaderos confines y caminos
- 1685 Topografía de Liguria dedicado al Excelentísimo Señor Conde de Melgar, Gobernador y Capitán General del Estado de Milán
- 1687 La Sabbioneta
- 1687 Planta de las Fortificaciones de las Ciudades, Plazas y Castillos del Estado de Milán
- 1693 Escuela de Palas, o sea Curso mathemático
- 1695 Diseño del Baluarte de Tierra delante del Portal de Tallers en Barcelona
- Planta del Cuartel de Ostalric